# Йоганн Генріх Песталоцці
Йо́ганн Ге́нріх (Гáйнріх) Пестало́цці (12 січня 1746 , Цюрих  — 17 лютого 1827 , Бругг, Ааргау ) — видатний швейцарський педагог-новатор.

## Біографія

### Ранні роки
Народився в Цюриху в родині лікаря. Вищу освіту здобув у Каролінському колегіумі. Протягом третини століття керував навчально-виховними закладами, де на основі дослідної роботи здійснював і розвивав свої педагогічні ідеї. Спочатку організував у своїй садибі «Нойгоф» «Установу для бідних» (1774—1780 рр.) — один з перших в історії дослідний навчально-виховний заклад. З 1798 по 1799 рр. створив і утримував притулок для сиріт у місті Штансі. Упродовж 1800—1804 років Песталоцці керував інститутом у Бургдорфі, який являв собою комплекс середніх шкіл — базу для підготовки вчителів. Цей інститут у 1804 р. було переведено до міста Івердон і там він керував ним до 1825 р. Роботу свого закладу поставив на високому рівні, чим здобув світову славу.

### Твори
Свій педагогічний досвід Песталоцці теоретично узагальнив у творах «Лінгард і Гертруда» (1781—1787), «Як Гертруда вчить своїх дітей» (1801), «Лебедина пісня» (1826) тощо. 

### Погляд на освіту, школу, виховання
Освіту та виховання Песталоцці розглядав як основний засіб перебудови суспільства на розумних і справедливих началах. Він одним із перших[джерело?] серед педагогів звернувся до питання всенародної загальної освіти, оскільки головну причину бідувань простих людей вбачав у їх неуцтві та невмінні раціонально вести господарство. Спрямувавши свої зусилля на покращання життя селян, Песталоцці вважав, що виховання їх дітей повинно полягати в розвитку всебічної здатності до праці та «діяльної любові один до одного».
Народну школу Песталоцці бачив передусім як трудову. Підготовку дітей до праці він мислив собі в тісному поєднанні з їх фізичним, моральним і розумовим розвитком. Песталоцці висунув ідею поєднання навчання дітей з їх продуктивною працею, яку реалізував у «Нойгофі». Проте це поєднання в нього мало механічний характер.
Головним методологічним положенням у поглядах Песталоцці виступає його твердження, що моральні, розумові та фізичні сили людської природи (за його термінологією сили серця, розуму і руки) мають властивість до саморозвитку, до діяльності. Виховання ж покликане допомогти саморозвитку і спрямувати його у потрібному напрямку.
Основним у вихованні Песталоцці називає принцип природовідповідності. Властиві кожній дитині від народження задатки сил і здібностей треба розвивати, вправляючи їх у тій послідовності, яка відповідає природному порядку та законам розвитку дитини, тобто починати з найпростішого і поступово підійматися до дедалі складнішого.

## Теорія «елементарної освіти» та метод Песталоцці
У пошуках загального методу виховання Песталоцці розробив теорію «елементарної освіти», яка складає так званий метод Песталоцці. Спираючись на принцип природовідповідності, він виділив три найпростіші елементи, з яких повинно починатися будь-яке навчання: число (одиниця), форма (пряма лінія), слово (звук). Елементарне навчання в нього зводиться передусім до вміння вимірювати, рахувати і володіти мовою. Свій елементарний метод Песталоцці поширює на всі сторони виховання дитини.
Інтелектуальне виховання Песталоцці ґрунтується на ідеї цілей і завдань навчання, що розвивають. Він був першим[джерело?] з педагогів, хто диференціював змістовий і розвивальний боки навчального процесу та розвинув ідею розвивального шкільного навчання. Надаючи велике значення опануванню знань, він вважає, що воно повинно підкорятися головнішому — розвитку здібностей дитини.
Песталоцці намагався здійснити навчання через розроблену ним систему спеціальних вправ. Процес навчання повинен будуватися на принципі послідовного і повного переходу від частини до цілого, від простого і легкого до складнішого й важчого. Опанування знань необхідно поєднувати з розвитком у дітей уміння користуватися ними.
Прагнучи психологізувати навчання, Песталоцці розробив теорію «природного шляху пізнання». Він вважав, що в дитини процес пізнання починається з чуттєвих сприймань, які після цього переробляються свідомістю. Отже, всяке навчання повинно спиратися на спостереження і дослідження. Тому найважливішою основою навчання Песталоцці вважав наочність, через яку дитина шляхом спостереження отримує правильні уявлення про світ, розвиває мислення і мову. Він розкрив роль наочності у розвитку логічного мислення дитини під час навчання і, спираючись на свою теорію пізнання, дав цьому психологічне пояснення.
Виходячи зі своїх загальнодидактичних положень, Песталоцці заснував методику початкового навчання. Він відкинув книжне початкове навчання, яке ґрунтується на запам'ятовуванні та переповіданні, і вимагав, щоб дитина з ранніх років сама вела спостереження і розвивала свої здібності. Песталоцці відстоював звуковий метод навчання. 

## Вшанування
- 2970 Песталоцці — астероїд, який було названо на честь педагога[7].